# Зігфрід Фрейтаг
Зігфрід Фрейтаг (нім. Siegfried Freytag; 10 листопада 1919, Данциг — 2 червня 2003, Пюїлуб'є, Франція) — німецький льотчик-ас винищувальної авіації, майор люфтваффе, сержант Французького іноземного легіону. Кавалер Лицарського хреста Залізного хреста.

## Біографія
Після закінчення авіаційного училища в 1940 році зарахований в 6-у ескадрилью 77-ї винищувальної ескадри. Свою першу перемогу здобув 31 жовтня 1940 року в боях у Греції. Учасник Німецько-радянської війни. 12 серпня 1941 року отримав свою 10-ту, 30 жовтня — 20-ту, 8 травня 1942 року — 40-ту, а 3 червня — 50-ту перемогу. З 27 липня 1942 року — командир 1-ї ескадрильї своєї ескадри, з якою діяв на Середземномор'ї. Того ж дня його літак (Bf.109G) був збитий у бою над Мальтою і впав у затоку Валетти. Фрейтаг був підібраний німецьким гідролітаком, коли до нього вже наближався британський катер. У боях в районі Мальти (липень-жовтень 1942) здобув 21-у перемогу. З 13 березня 1943 року — командир 2-ї групи 77-ї винищувальної ескадри. З 26 грудня 1944 до 15 січня 1945 і з 7 березня по 1 квітня 1945 року виконував обов'язки командира своєї ескадри. 4 квітня 1945 року переведений в штаб 51-ї винищувальної ескадри, але потім був зарахований в 7-у винищувальну ескадру.
Всього за час бойових дій здійснив 879 бойових вильотів та збив 102 літаки, в тому числі 70 радянських, ще 12 літаків знищив на землі. Під час війни Фрейтаг втратив всіх своїх рідних.
В 1952 році вступив у Французький іноземний легіон і отримав французьке громадянство. Учасник Першої Індокитайської і Алжирської війн. В 1970 році вийшов у відставку через слабке здоров'я, підірване кількома пораненнями.

## Нагороди[2]
- Нагрудний знак пілота
- Залізний хрест
  - 2-го класу
  - 1-го класу (листопад 1941)
- Авіаційна планка винищувача в золоті з підвіскою «800»
- Нагрудний знак «За поранення» в чорному
- Почесний Кубок Люфтваффе (18 травня 1942)
- Лицарський хрест Залізного хреста (3 липня 1942) — за 360 бойових вильотів, під час яких збив 49 літаків і ще знищив 12 на землі.
- Медаль «За зимову кампанію на Сході 1941/42»
- Медаль «За Атлантичний вал»
- Медаль «За італо-німецьку кампанію в Африці» (Королівство Італія)
- Німецький хрест в золоті (25 січня 1943)
- Відзначений у Вермахтберіхт
  - «Винищувальна група на чолі з майором Фрейтагом відзначилася в бою проти британсько-північноамериканських льотчиків-терористів.» (31 травня 1944)

В останні дні Другої світової війни був представлений до нагородження дубовим листям до Лицарського хреста, але нагородження офіційно оформлене не було. 
- Колоніальна медаль із застібкою «Далекий Схід»
- Воєнний хрест за закордонні військові операції з однією відзнакою
- Пам'ятна медаль кампанії в Індокитаї
- Хрест бійця
- Військова медаль